# Italian Hockey League 2017-2018
L'Italian Hockey League 2017-2018 è la nuova denominazione con la quale si gioca il campionato nazionale di Serie B di hockey su ghiaccio. Come per l'anno precedente il titolo di Campione d'Italia venne conteso tra le squadre iscritte nella Alps Hockey League mentre la Coppa Italia alle squadre militanti in questo torneo.

## Formazioni
Le squadre iscritte in questa stagione furono le stesse del torneo precedente, salvo l'assenza della seconda squadra del Ritten Sport, per un totale quindi di 12 team.
| Alleghe Hockey                     | Veneto              | Alleghe (BL)                       | Stadio Alvise De Toni               | 2.500 |
| Feltreghiaccio                     | Veneto              | Feltre (BL)                        | Palaghiaccio Feltre                 | 6.000 |
| HC Chiavenna                       | Lombardia           | Chiavenna (SO)                     | Palaghiaccio di Chiavenna           | 450   |
| Hockey Como                        | Lombardia           | Como                               | Palaghiaccio Casate                 | 2.500 |
| HC Varese                          | Lombardia           | Varese                             | PalAlbani                           | 1.200 |
| Milano Rossoblu Campione in carica | Lombardia           | Milano                             | Stadio del ghiaccio Agorà           | 4.000 |
| SC Auer                            | Trentino-Alto Adige | Ora (BZ)                           | Eisplatz Schwarzenbach              | 500   |
| Hockey Pergine                     | Trentino-Alto Adige | Pergine Valsugana (TN)             | Stadio del ghiaccio di Pergine      | 2.500 |
| HC Merano J                        | Trentino-Alto Adige | Merano (BZ)                        | MeranArena                          | 3.000 |
| HC Eppan                           | Trentino-Alto Adige | Appiano sulla Strada del Vino (BZ) | Stadio del ghiaccio di Appiano      | 1.500 |
| SV Kaltern                         | Trentino-Alto Adige | Caldaro sulla strada del vino (BZ) | Palaghiaccio Caldaro                | 1.500 |
| HC Fiemme                          | Trentino-Alto Adige | Cavalese (TN)                      | Palazzetto del Ghiaccio di Cavalese | 2.300 |

## Formula
Il campionato ha inizio il 21 settembre. Sino al 30 dicembre si giocherà la regular season al termine della quale le squadre verranno suddivise in due gironi, il Master Round (comprendente le prime 6 classificate) ed il Relegation Round (comprendente le ultime 6). Le prime due classificate nel Relegation Round si classificheranno ai playoff come 7ª ed 8ª squadra mentre le altre quattro giocheranno i playout. Le squadre partiranno con il punteggio acquisito al termine della stagione regolare diviso per tre ed arrotondato per difetto.
I playoff verranno disputati con la serie del best of five, con diritto di giocare in casa la prima, la terza, la eventuale quinta partita la meglio classificata dopo il girone di Master Round.
La vincente del torneo avrà il diritto di giocare il prossimo campionato di Italian Hockey League - Elite (la ex Serie A), mentre la perdente dei playout scenderà in Italian Hockey League - Division 1 (ex Serie C). Restando impregiudicato il diritto della vincente del campionato di IHL Division 1 2017/2018 a disputare il prossimo Campionato IHL e se non vi saranno autoretrocessioni dal Campionato IHL Elite, al fine del raggiungimento del numero di 14 squadre partecipanti, la squadra ultima classificata del Campionato IHL 2017/2018 potrà tuttavia essere ripescata nel Campionato IHL nella stagione sportiva 2018/2019 (l'anno precedente i playout nemmeno vennero disputati, sempre per consentire di arrivare ad avere un numero minimo di 14 squadre nella cadetteria).

## Stagione regolare

### Classifica
| Pos. | Squadra         | Pt |
| ---- | --------------- | -- |
| 1.   | Milano Rossoblu | 60 |
| 2.   | Eppan-Appiano   | 52 |
| 3.   | Merano          | 47 |
| 4.   | Fiemme          | 41 |
| 5.   | Pergine         | 38 |
| 6.   | Kaltern-Caldaro | 35 |
| 7.   | Aurora Frogs    | 33 |
| 8.   | Como            | 26 |
| 9.   | Varese          | 21 |
| 10.  | Chiavenna       | 18 |
| 11.  | Alleghe         | 18 |
| 12.  | Feltreghiaccio  | 4  |

Legenda:

      Ammesse ai playoff ed al Master Round
      Ammesse al Relegation Round
Note:

Tre punti a vittoria, due punti a vittoria dopo overtime o rigori, un punto a sconfitta dopo overtime o rigori, zero a sconfitta.

## Master e Relegation Round

### Master Round

#### Classifica
| Pos. | Squadra         | Pt |
| ---- | --------------- | -- |
| 1.   | Merano          | 41 |
| 2.   | Eppan-Appiano   | 38 |
| 3.   | Milano Rossoblu | 36 |
| 4.   | Pergine         | 26 |
| 5.   | Fiemme          | 19 |
| 6.   | Kaltern-Caldaro | 19 |

Le squadre sono partite con il punteggio acquisito al termine della stagione regolare diviso per tre ed arrotondato per difetto.

### Relegation Round

#### Classifica
| Pos. | Squadra        | Pt |
| ---- | -------------- | -- |
| 7.   | Aurora Frogs   | 32 |
| 8.   | Alleghe        | 29 |
| 9.   | Como           | 23 |
| 10.  | Varese         | 21 |
| 11.  | Chiavenna      | 18 |
| 12.  | Feltreghiaccio | 6  |

Le squadre sono partite con il punteggio acquisito al termine della stagione regolare diviso per tre ed arrotondato per difetto.

## Playoff

### Tabellone
- Tutte le serie al meglio delle cinque gare, si qualifica la squadra che vince tre incontri.
- La squadra con il miglior piazzamento in classifica disputa il primo e il terzo (più eventuale quinto) incontro in casa.

|  | Quarti di finale | Quarti di finale | Quarti di finale | Quarti di finale | Quarti di finale | Quarti di finale | Quarti di finale |  |  | Semifinali      | Semifinali      | Semifinali    | Semifinali    | Semifinali    | Semifinali | Semifinali |   |   | Finale | Finale | Finale | Finale | Finale | Finale | Finale |  |
|  |                  |                  |                  |                  |                  |                  |                  |  |  |                 |                 |               |               |               |            |            |   |   |        |        |        |        |        |        |        |  |
|  | Merano           | Merano           | Merano           | Merano           | 9                | 8                | 8                |  |  |                 |                 |               |               |               |            |            |   |   |        |        |        |        |        |        |        |  |
|  | Alleghe          | Alleghe          | Alleghe          | Alleghe          | 1                | 0                | 2                |  |  | Merano          | Merano          | Merano        | Merano        | 7             | 6          | 3          |   |   |        |        |        |        |        |        |        |  |
|  | Pergine          | Pergine          | Pergine          | Pergine          | 4                | 3                | 3‡               |  |  | Pergine         | Pergine         | Pergine       | Pergine       | 6             | 1          | 2          |   |   |        |        |        |        |        |        |        |  |
|  | Fiemme           | Fiemme           | Fiemme           | Fiemme           | 2                | 2                | 2                |  |  |                 |                 |               |               |               |            |            |   |   | Merano | Merano | Merano | 0      | 1      | 7      | 3      |  |
|  | Milano Rossoblu  | Milano Rossoblu  | 5                | 1                | 8                | 2                | 5                |  |  |                 |                 | Eppan-Appiano | Eppan-Appiano | Eppan-Appiano | 1          | 4          | 4 | 5 |        |        |        |        |        |        |        |  |
|  | Kaltern-Caldaro  | Kaltern-Caldaro  | 2                | 3                | 3                | 4                | 1                |  |  | Milano Rossoblu | Milano Rossoblu | 5             | 3             | 2             | 1          | 2          |   |   |        |        |        |        |        |        |        |  |
|  | Eppan-Appiano    | Eppan-Appiano    | Eppan-Appiano    | Eppan-Appiano    | 4                | 5                | 4                |  |  | Eppan-Appiano   | Eppan-Appiano   | 2             | 2             | 7             | 4          | 3          |   |   |        |        |        |        |        |        |        |  |
|  | Aurora Frogs     | Aurora Frogs     | Aurora Frogs     | Aurora Frogs     | 1                | 1                | 2                |  |  |                 |                 |               |               |               |            |            |   |   |        |        |        |        |        |        |        |  |

†: partita terminata ai tempi supplementari; ‡: partita terminata ai tiri di rigore

## Playout

### Tabellone
- Tutte le serie al meglio delle cinque gare, si qualifica la squadra che vince tre incontri.
- La squadra con il miglior piazzamento in classifica disputa il primo e il terzo (più eventuale quinto) incontro in casa.

Play-out non disputati

## Classifica finale
| Pos. | Squadra         |
| ---- | --------------- |
| 1    | Eppan-Appiano   |
| 2    | Merano          |
| 3    | Milano Rossoblu |
| 4    | Pergine         |
| 5    | Fiemme          |
| 6    | Kaltern-Caldaro |
| 7    | Aurora Frogs    |
| 8    | Alleghe         |
| 9    | Como            |
| 10   | Varese          |
| 11   | Chiavenna       |
| 12   | Feltreghiaccio  |

## Verdetti
- Campione di Serie B:  Eppan-Appiano
- Retrocessa in Serie C: nessuna squadra, playout non disputati